# Anżalika Barysiewicz
Anżalika Iwanauna Barysiewicz (biał. Анжаліка Іванаўна Барысевіч; ros. Анжелика Ивановна Борисевич, Anżelika Iwanowna Borisiewicz; ur. 20 lipca 1995 w Grodnie) – białoruska siatkarka, reprezentantka kraju, grająca na pozycji środkowej. 

## Sukcesy klubowe
Puchar Białorusi:
- 2013, 2017, 2019, 2020

Mistrzostwo Białorusi:
- 2013, 2016, 2018, 2020, 2021
- 2015
- 2017

Puchar CEV: 
- 2018

Superpuchar Białorusi:
- 2019

## Nagrody indywidualne
- 2013: Najlepsza blokująca Pucharu Białorusi
- 2015: Najlepsza blokująca Pucharu Białorusi
- 2017: Najlepsza blokująca Pucharu Białorusi
- 2018: Najlepsza blokująca finału o Mistrzostwo Białorusi